# Liga Celta 2002-03
La Temporada 2002-03 de la Liga Celta de rugby fue la segunda edición de la liga profesional de rugby union.

## Clasificación

### Grupo A
| Pos. | Equipo          | PJ | Gan | Emp | Per | PaF | PeC | Dif  | BP | Pts |
| ---- | --------------- | -- | --- | --- | --- | --- | --- | ---- | -- | --- |
| 1    | Munster Rugby   | 7  | 6   | 0   | 1   | 227 | 129 | 98   | 4  | 28  |
| 2    | Edinburgh Rugby | 7  | 6   | 0   | 1   | 231 | 145 | 86   | 3  | 27  |
| 3    | Ulster Rugby    | 7  | 5   | 0   | 2   | 173 | 111 | 62   | 2  | 22  |
| 4    | Neath RFC       | 7  | 4   | 0   | 3   | 153 | 121 | 32   | 2  | 18  |
| 5    | Llanelli RFC    | 7  | 3   | 0   | 4   | 191 | 168 | 23   | 5  | 17  |
| 6    | Swansea RFC     | 7  | 3   | 0   | 4   | 177 | 212 | -35  | 4  | 16  |
| 7    | Ebbw Vale RFC   | 7  | 1   | 0   | 6   | 140 | 226 | -86  | 1  | 5   |
| 8    | Caerphilly RFC  | 7  | 0   | 0   | 7   | 144 | 324 | -180 | 3  | 3   |

|  | Clasificados a cuartos de final. |

### Grupo B
| Pos. | Equipo           | PJ | Gan | Emp | Per | PaF | PeC | Dif | BP | Pts |
| ---- | ---------------- | -- | --- | --- | --- | --- | --- | --- | -- | --- |
| 1    | Pontypridd RFC   | 7  | 6   | 0   | 1   | 182 | 120 | 62  | 2  | 26  |
| 2    | Glasgow Warriors | 7  | 5   | 0   | 2   | 216 | 166 | 50  | 3  | 23  |
| 3    | Cardiff RFC      | 7  | 4   | 0   | 3   | 178 | 151 | 27  | 4  | 20  |
| 4    | Connacht Rugby   | 7  | 5   | 0   | 2   | 126 | 176 | -50 | 0  | 20  |
| 5    | Leinster Rugby   | 7  | 3   | 0   | 4   | 191 | 154 | 37  | 6  | 18  |
| 6    | Border Reivers   | 7  | 2   | 0   | 5   | 142 | 169 | -27 | 4  | 12  |
| 7    | Bridgend RFC     | 7  | 2   | 0   | 5   | 127 | 187 | -60 | 2  | 10  |
| 8    | Newport RFC      | 7  | 1   | 0   | 6   | 121 | 160 | -39 | 4  | 8   |

|  | Clasificados a cuartos de final. |

## Fase final

### Cuartos de final
| 29 de noviembre de 2002 | Pontypridd | 12 - 13 | Neath | Sardis Road, Pontypridd, |  |

| 29 de noviembre de 2002 | Munster Rugby | 33 - 3 | Connacht Rugby | Musgrave Park, Cork, |  |

| 30 de noviembre de 2002 | Glasgow Warriors | 17 - 20 | Ulster Rugby | Hughenden, Glasgow, |  |

| 30 de noviembre de 2002 | Edinburgh Rugby | 22 - 26 | Cardiff | Meadowbank, Edimburgo, |  |

### Semifinales
| 3 de enero de 2003 | Munster Rugby | 42 - 10 | Ulster Rugby | Thomond Park, Limerick, |  |

| 4 de enero de 2003 | Neath | 32 - 10 | Cardiff | The Gnoll, Neath, |  |

### Final
| 1 de febrero de 2003 | Munster Rugby | 37 - 17 | Neath | Millennium Stadium, Cardiff, |  |

| Bandera de Irlanda |
| Campeón Munster    |
| Primer título      |